# SENAI São Paulo
O SENAI São Paulo é uma instituição privada brasileira, sem fins lucrativos do Serviço Nacional de Aprendizagem Industrial que atende o Estado de São Paulo.
A instituição promove programas de capacitação, qualificação profissional, cursos técnicos, superiores e de pós-graduação lato-sensu para suprir a mão de obra industrial do Estado de São Paulo.
Paulo Skaf é o atual presidente do Serviço Nacional de Aprendizagem Industrial, SENAI-SP, desde 2004.

## História
O SENAI de São Paulo foi inaugurado em janeiro de 1942, sob a direção de Roberto Mange. Em 3 de novembro de 1943, foi inaugurada a unidade do SENAI da Barra Funda, em caráter provisório em um pavilhão da IV Feira Nacional da Indústria. Em setembro de 1945, foi inaugurado na rua Tagipuru, o primeiro prédio do SENAI da Barra Funda.
O SENAI-SP faz parcerias com diversas instituições de ensino e empresas para qualificar profissionais para atender a demanda das indústrias do Estado de São Paulo.
Em 2010, o Senai-SP fez parceria com a Associação Brasileira das Empresas Distribuidoras de Gás Canalizado (Abegás) e com a Companhia de Gás de São Paulo (Comgás) para capacitar e treinar profissionais do setor.
Em 2012, o SENAI-SP fez parceria com a General Electric Healthcare para a formação de mão de obra técnica na área de equipamentos biomédicos. Com a parceria, foi fundado o primeiro centro de treinamento técnico de equipamentos biomédicos da América Latina no Senai Vila Leopoldina e foi criado o programa Genext para contratação e formação de profissionais da área de Biomedicina.
No mesmo ano, o SENAI-SP implantou programas de nanociência e nanotecnologia, com a construção de 5 unidades móveis e doze laboratórios.
Os laboratórios são utilizados pelos alunos dos cursos técnicos, superiores e de pós-graduação da instituição e empresas interessadas em realizar pesquisas.
O SENAI-SP fez mais de 1 milhão de matrículas em 2013.

No ano seguinte, o SENAI-SP fez parceria com a empresa Braskem e abriu 244 novas vagas para cursos técnicos na região de Mauá.

## Faculdade SENAI São Paulo
A Faculdade SENAI-SP oferece cursos de graduação e pós-graduação lato sensu de tecnologia nas áreas de Alimentos, Mecânica de Precisão, Automação Industrial, Eletrônica Industrial, Processos Ambientais, Fabricação Mecânica, Processos Metalúrgicos, Instrumentação Industrial, Produção Gráfica, Manutenção Industrial, Produção de Vestuário, Mecatrônica Industrial e Sistemas Automotivos.
A faculdade possui campus nas cidades de Osasco, São Carlos, Taubaté, São Bernardo do Campo, São Caetano do Sul, São Paulo, Campinas, Santos e Sorocaba.

## Editora
A Editora SENAI-SP foi fundada em 2011. A editora produz livros de formação profissional, capacitação e crescimento pessoal voltados para as diversas áreas de estudos da instituição. Os livros são publicados em formato impresso e eletrônico.

## Programa Comunitário de Formação Profissional
O Programa Comunitário de Formação Profissional (PCFP) desenvolve programas de capacitação e qualificação profissional para pessoas a partir de 14 anos. Os alunos recebem certificado de conclusão do curso expedido pelo SENAI-SP.
A instituição faz parcerias com órgãos públicos e entidades sociais para implantação do programa.

## Programa de Apoio à Pesquisa
O Programa Senai de Apoio à Pesquisa incentiva pesquisas aplicadas e tecnológicas por meio do compartilhamento de infraestrutura, recursos técnicos e apoio operacional de profissionais do SENAI-SP.
O programa é aberto para pessoas vinculadas às instituições científicas, tecnológicas, universidades públicas do Estado de São Paulo e pesquisadores. A seleção dos candidatos é feita através da disponibilidade de infraestrutura, apoio técnico e operacional dos profissionais e relevância das propostas apresentadas.

## São Paulo Skills
O São Paulo Skills é uma competição anual que reúne alunos de diferentes áreas tecnológicas do SENAI-SP. Os alunos demonstram suas habilidades técnicas em máquinas e equipamentos em situações semelhantes ao cotidiano. Eles têm um tempo calculado para fabricar ou executar alguma peça das áreas de metalurgia, têxtil, confecção ou construção civil.

## Escolas Móveis
O Escolas Móveis do SENAI-SP são unidades móveis com sala de aula, laboratório e infraestrutura que oferecem cursos de de aperfeiçoamento, especialização e qualificação profissional em locais onde não possuem unidades físicas do SENAI-SP.
O SENAI-SP conta com 80 escolas móveis no Estado de São Paulo.

## Revista Eletrônica de Educação e Tecnologia do Senai-SP
A Revista Eletrônica de Educação e Tecnologia do SENAI-SP tem periodicidade trimestral e destina-se à publicação de artigos técnicos e científicos de professores e alunos de diversos campos de atuação do SENAI-SP.